# Recours au fond en contentieux administratif français
Un recours au fond, ou recours sur le fond, en droit administratif français, est la forme raccourcie d'une « requête à fin d'annulation ou de réformation d'une décision administrative faisant grief dont la suspension est demandée ».